# Milino Selo (Republika Serbska)
Milino Selo (cyr. Милино Село) – wieś w Bośni i Hercegowinie, w Republice Serbskiej, w gminie Lopare. W 2013 roku liczyła 378 mieszkańców.